# Byrdstown
Byrdstown és una població dels Estats Units a l'estat de Tennessee. Segons el cens del 2000 tenia 903 habitants.

## Demografia
Segons el cens del 2000, Byrdstown tenia 903 habitants, 395 habitatges, i 233 famílies. La densitat de població era de 226,4 habitants/km².
Dels 395 habitatges en un 24,1% hi vivien nens de menys de 18 anys, en un 39,7% hi vivien parelles casades, en un 14,9% dones solteres, i en un 41% no eren unitats familiars. En el 37,7% dels habitatges hi vivien persones soles el 18,7% de les quals corresponia a persones de 65 anys o més que vivien soles. El nombre mitjà de persones vivint en cada habitatge era de 2,11 i el nombre mitjà de persones que vivien en cada família era de 2,8.
Per edats la població es repartia de la següent manera: un 19,8% tenia menys de 18 anys, un 9,7% entre 18 i 24, un 22,4% entre 25 i 44, un 23,9% de 45 a 60 i un 24,1% 65 anys o més.
L'edat mediana era de 43 anys. Per cada 100 dones de 18 o més anys hi havia 75,7 homes.
La renda mediana per habitatge era de 19.375 $ i la renda mediana per família de 25.938 $. Els homes tenien una renda mediana de 23.281 $ mentre que les dones 16.389 $. La renda per capita de la població era de 14.462 $. Entorn del 19,2% de les famílies i el 28,1% de la població estaven per davall del llindar de pobresa.

## Poblacions més properes
El següent diagrama mostra les poblacions més properes.